# Steven Nyman
Steven Nyman (ur. 12 lutego 1982 w Provo) – amerykański narciarz alpejski specjalizujący się w konkurencjach szybkościowych, choć na początku swej kariery startował w konkurencjach technicznych. W 2002 roku zdobył dwa medale na mistrzostwach świata juniorów w Tarvisio. Najpierw zwyciężył w slalomie, a następnie zajął drugie miejsce w kombinacji, przegrywając tylko z Akselem Lundem Svindalem z Norwegii. Wśród seniorów najlepszy wynik osiągnął w 2015 roku, kiedy podczas mistrzostw świata w Vail/Beaver Creek, gdzie był czwarty w zjeździe. W zawodach tych walkę o brązowy medal przegrał ze Szwajcarem Beatem Feuzem o 0,34 sekundy. Był też między innymi dziewiętnasty w zjeździe na igrzyskach olimpijskich w Turynie w 2006 roku. Pierwszy raz na podium w zawodach Pucharu Świata stanął 1 grudnia 2006 w Beaver Creek, gdzie zajął 3. miejsce w zjeździe. Najlepsze wyniki w Pucharze Świata osiągnął w sezonie 2014/2015, kiedy to zajął 26. miejsce w klasyfikacji generalnej, a w klasyfikacji zjazdu był szósty.
W lutym 2023 roku zakończył karierę.

## Osiągnięcia

### Igrzyska olimpijskie
| Miejsce | Dzień     | Rok  | Miejscowość | Konkurencja | Czas biegu | Strata | Zwycięzca           |
| ------- | --------- | ---- | ----------- | ----------- | ---------- | ------ | ------------------- |
| 19.     | 12 lutego | 2006 | Turyn       | zjazd       | 1:50,88    | +2,08  | Antoine Dénériaz    |
| 29.     | 14 lutego | 2006 | Turyn       | kombinacja  | 3:22,68    | +13,33 | Ted Ligety          |
| 43.     | 18 lutego | 2006 | Turyn       | supergigant | 1:36,22    | +5,57  | Kjetil André Aamodt |
| 20.     | 15 lutego | 2010 | Vancouver   | zjazd       | 1:55,71    | +1,40  | Didier Défago       |
| 27.     | 9 lutego  | 2014 | Soczi       | zjazd       | 2:09,15    | +2,92  | Matthias Mayer      |

### Mistrzostwa świata
| Miejsce | Dzień     | Rok  | Miejscowość            | Konkurencja     | Czas biegu | Strata | Zwycięzca          |
| ------- | --------- | ---- | ---------------------- | --------------- | ---------- | ------ | ------------------ |
| 12.     | 6 lutego  | 2007 | Åre                    | supergigant     | 1:15,20    | +0,90  | Patrick Staudacher |
| 9.      | 8 lutego  | 2007 | Åre                    | superkombinacja | 2:30,18    | +1,19  | Daniel Albrecht    |
| 21.     | 11 lutego | 2007 | Åre                    | zjazd           | 1:46,86    | +2,18  | Aksel Lund Svindal |
| 13.     | 12 lutego | 2011 | Garmisch-Partenkirchen | zjazd           | 2:00,80    | +2,39  | Erik Guay          |
| 25.     | 9 lutego  | 2013 | Schladming             | zjazd           | 2:05,11    | +3,79  | Aksel Lund Svindal |
| 20.     | 5 lutego  | 2015 | Vail/Beaver Creek      | supergigant     | 1:17,12    | +1,44  | Hannes Reichelt    |
| 4.      | 7 lutego  | 2015 | Vail/Beaver Creek      | zjazd           | 1:43,52    | +0,34  | Patrick Küng       |
| 21.     | 8 lutego  | 2015 | Vail/Beaver Creek      | superkombinacja | 2:38,53    | +2,43  | Marcel Hirscher    |
| 8.      | 6 lutego  | 2019 | Åre                    | supergigant     | 1:24,70    | +0,50  | Dominik Paris      |
| 23.     | 9 lutego  | 2019 | Åre                    | zjazd           | 1:21,55    | +1,57  | Kjetil Jansrud     |

### Mistrzostwa świata juniorów
| Miejsce | Dzień     | Rok  | Miejscowość | Konkurencja | Czas biegu | Strata | Zwycięzca          |
| ------- | --------- | ---- | ----------- | ----------- | ---------- | ------ | ------------------ |
| 13.     | 27 lutego | 2002 | Tarvisio    | zjazd       | 1:28,18    | +1,33  | Adam Cole          |
| —       | 28 lutego | 2002 | Tarvisio    | supergigant | DNF        | DNF    | Peter Fill         |
| 1.      | 2 marca   | 2002 | Tarvisio    | slalom      | 1:30,46    | –      | –                  |
| 2.      | 3 marca   | 2002 | Tarvisio    | kombinacja  | 11,77 pkt  | +7,83  | Aksel Lund Svindal |

### Puchar Świata

#### Miejsca w klasyfikacji generalnej
| Sezon     | Miejsce |
| --------- | ------- |
| 2001/2002 | 119.    |
| 2005/2006 | 46.     |
| 2006/2007 | 26.     |
| 2007/2008 | 49.     |
| 2008/2009 | 78.     |
| 2009/2010 | 89.     |
| 2010/2011 | 90.     |
| 2012/2013 | 59.     |
| 2013/2014 | 83.     |
| 2014/2015 | 26.     |
| 2015/2016 | 20.     |
| 2016/2017 | 61.     |
| 2017/2018 | 119.    |
| 2018/2019 | 46.     |
| 2019/2020 | 55.     |
| 2021/2022 | 85.     |

#### Miejsca na podium chronologicznie
| Nr  | Dzień        | Rok  | Miejscowość  | Konkurencja | Czas biegu | Lok. | Strata | Zwycięzca          |
| --- | ------------ | ---- | ------------ | ----------- | ---------- | ---- | ------ | ------------------ |
| 1.  | 1 grudnia    | 2006 | Beaver Creek | zjazd       | 1:46,48    | 3.   | +0,33  | Bode Miller        |
| 2.  | 16 grudnia   | 2006 | Val Gardena  | zjazd       | 1:56,52    | 1.   | –      | –                  |
| 3.  | 30 listopada | 2007 | Beaver Creek | zjazd       | 1:13,79    | 2.   | +0,05  | Michael Walchhofer |
| 4.  | 15 grudnia   | 2012 | Val Gardena  | zjazd       | 1:28,82    | 1.   | –      | –                  |
| 5.  | 5 grudnia    | 2014 | Beaver Creek | zjazd       | 1:40,73    | 3.   | +0,56  | Kjetil Jansrud     |
| 6.  | 19 grudnia   | 2014 | Val Gardena  | zjazd       | 1:55,89    | 1.   | –      | –                  |
| 7.  | 6 lutego     | 2016 | Jeongseon    | zjazd       | 1:41,79    | 3.   | +0,41  | Kjetil Jansrud     |
| 8.  | 20 lutego    | 2016 | Chamonix     | zjazd       | 1:58,73    | 2.   | +0,35  | Dominik Paris      |
| 9.  | 12 marca     | 2016 | Kvitfjell    | zjazd       | 1:46,22    | 3.   | +0,24  | Dominik Paris      |
| 10. | 16 marca     | 2016 | Sankt Moritz | zjazd       | 1:40,52    | 2.   | +0,08  | Beat Feuz          |
| 11. | 17 grudnia   | 2016 | Val Gardena  | zjazd       | 1:57,01    | 3.   | +0,41  | Max Franz          |